# 페라이트 코어
전자공학에서 페라이트 코어(영어: ferrite core)는 페라이트로 만들어진 자기 철심이다. 투자율이 높고 전도성이 낮은 특성을 이용하여 변압기나 유도자의 심 등으로 사용된다.

## 같이 보기
- 페라이트 (자석)
- 자기 철심